# Granlidtjärn (naturreservat)
Granlidtjärn är ett naturreservat i Skellefteå kommun i Västerbottens län.
Området är naturskyddat sedan 1997 och är 18 hektar stort. Reservatet omfattar en norrsluttning ner mot Granlidtjärn och består av granar och tallar.